# Granarone
Il Granarone è un edificio situato poco fuori dal centro storico della città di Cerveteri in provincia di Roma, di fronte al cimitero vecchio.
È un grande edificio posto in una posizione dominante, in uno dei punti più elevati del paese. Venne fatto costruire dalla famiglia Ruspoli sul finire del XVII secolo e l'inizio del XVIII. È costituito da un corpo di fabbrica compatto a tre piani, con una zona più elevata a guisa di torre. Il piano terreno ha una copertura a volta ed è dotato di una via di accesso che consentiva ai carri, carichi di granaglie, di arrivare fino all'ultimo piano. Era utilizzato come deposito di cereali ricevuti in pagamento dagli affittuari del latifondo. Oggi il Granarone è la nuova sede del consiglio comunale di Cerveteri e di alcuni uffici comunali.